# Erode Antipatro
Erode Antipatro (Idumea, ... – 43 a.C.) è stato un funzionario ebreo antico della Giudea quale curator, capostipite della dinastia erodiana.

## Biografia
Figlio di Antipa, che fu strategos dell'Idumea (regione a sud della Giudea, convertita all'ebraismo sotto Giovanni Ircano I) durante il regno di Alessandro Ianneo e mantenne questo ruolo anche sotto il regno di Salomè Alessandra, la sua famiglia era installata ad Ascalon, da dove mantenne strette relazioni con gli Asmonei e con Roma. Antipatro fu ministro di Ircano II e riuscì con il favore di Giulio Cesare ad usurpare l'autorità del suo principe mentre questi era stato imprigionato dai Parti e ad essere nominato amministratore della Giudea.
Sposò la nobildonna nabatea Cipro ed ebbe cinque figli, Fasaele, Ferora, Giuseppe,  Erode e Salomè unica figlia femmina. Nel 43 a.C. o nel 44 a.C. Antipatro fu assassinato e gli succedettero i figli Fasaele ed Erode, che furono nominati dai Romani governatori in Galilea e a Gerusalemme, per ricompensare gli sforzi del padre, confermando i legami col casato nonostante le proteste dei Giudei.